# Będomin
Będomin is een plaats in het Poolse district Kościerski, woiwodschap Pommeren. De plaats maakt deel uit van de gemeente Nowa Karczma en telt 150 inwoners.